# 西溪湿地·洪园
西溪湿地·洪园位于杭州市余杭区五常街道西溪湿地，区域面积3.353平方公里，是西溪国家湿地公园西区。西溪湿地西区以洪氏家族为品牌，所以又被称为“西溪湿地·洪园”。

## 主要景点

### 洪氏宗祠
杭州余杭区西溪五常为南宋初年名臣洪皓后裔（次子洪遵族系）聚族而居之地，至明代又有洪钟（官至刑部尚书）等在此繁衍，清初著名戏曲家洪昇亦为洪氏后裔。自宋至明清西溪洪氏名人辈出，尤其是宋明两代，据载曾出过三位宰相、五位尚书。洪氏宗祠中堂柱上有联语云：“宋朝父子公侯三宰相，明纪祖孙太保五尚书”。西溪洪氏自先祖宋忠宣公洪皓以来，至明清有着八百余年来的历史。

## 建设情况
西溪湿地·洪园为西溪国家湿地公园三期工程建设项目，该区域从2007年5月开始建设，2008年国庆有限开园，2009年5月1日正式试运营，2009年国庆正式运营。
整个西溪湿地国家公园是分为东区和西区的。东区开发和建设相对较早，以自然景观为主，是一期和二期工程，归属西湖区政府管辖。西区是较晚启动的三期工程，归属余杭区政府管辖。